# Bao (Familienname)
Bao  ist ein chinesischer Familienname. Die Transkription steht u. a. für folgende chinesischen Schriftzeichen:
- 包 (Bào)
- 暴
- 鮑 / 鲍 (Bào)

Die Transkription nach dem System Wade-Giles ist Pao.

## Bekannte Namensträger (包)
- Bao Yixin (包宜鑫,  Bāo Yíxīn) * 29. September 1992; chinesische Badmintonspielerin
- Bao Zheng (包拯,  Bāo Zhěng,  Pao Cheng) * 999; † 1062; Richter der Song-Dynastie
- Bao Yingying (包 盈盈,  Bāo Yíngyíng) * 6. November 1983; chinesische Säbelfechterin

## Bekannte Namensträger (鮑/鲍)
- Bao Xin (鮑信 / 鲍信,  Bào Xìn) Figur aus Luo Guanzhongs historischem Roman „Die Geschichte der Drei Reiche“
- Bao Chunlai (鮑春來 / 鲍春来,  Bào Chūnlái) * 17. Februar 1983; chinesischer Badmintonspieler
- Bao Zhong (鮑忠,  Bào Zhōng) † 189; General der Han-Dynastie